# ميخائيل بيتس
ميخائيل بيتس (بالإنجليزية: Michael Bates)‏ هو لاعب كرة قدم أمريكية أمريكي، ولد في 19 ديسمبر 1969 في فيكتوريا في الولايات المتحدة.

## وصلات خارجية
- ميخائيل بيتس على موقع الاتحاد الدولي لألعاب القوى (الإنجليزية)
- ميخائيل بيتس على موقع مرجع كرة القدم المحترفة.كوم (الإنجليزية)
- ميخائيل بيتس على موقع أوليمبيديا (الإنجليزية)